# Cabourne
Cabourne is een civil parish in het Engelse graafschap Lincolnshire.